# Советский (Марий Эл)
Сове́тский — посёлок городского типа, административный центр Советского района Республики Марий Эл России.

## География
Посёлок расположен на реке Ронга (бассейн Волги), в 42 км к северо-востоку от Йошкар-Олы, где расположена ближайшая железнодорожная станция.

## История
Населённый пункт основан в 1935 году. До 1958 года назывался Фокино. Статус посёлка городского типа — с 1965 года.

## Население
| 1959    | 1970    | 1979    | 1989    | 2002    | 2005    | 2009    | 2010    | 2012    |
| ------- | ------- | ------- | ------- | ------- | ------- | ------- | ------- | ------- |
| 2088    | ↗5019   | ↗7750   | ↗11 380 | ↘10 806 | ↘10 600 | ↘10 341 | ↗10 664 | ↘10 558 |
| 2013    | 2014    | 2015    | 2016    | 2017    | 2018    | 2019    | 2020    | 2021    |
| ↘10 480 | ↘10 418 | ↘10 356 | ↗10 446 | ↗10 498 | ↘10 466 | ↘10 408 | ↘10 319 | ↗10 564 |
| 2023    |         |         |         |         |         |         |         |         |
| ↘10 483 |         |         |         |         |         |         |         |         |

Национальный состав
По итогам переписи населения 2020 года проживали следующие национальности (национальности менее 0,1 % и другое см. в сноске к строке «Другие»):
| Национальность | Численность, чел. | Доля     |
| -------------- | ----------------- | -------- |
| Марийцы        | 4910              | 46,48 %  |
| Русские        | 4463              | 42,25 %  |
| Татары         | 236               | 2,23 %   |
| Чуваши         | 23                | 0,22 %   |
| Украинцы       | 20                | 0,19 %   |
| Армяне         | 13                | 0,12 %   |
| Другие         | 899               | 8,51 %   |
| Итого          | 10 564            | 100,00 % |

## Известные люди
- Макаров Никанор Демьянович (1916—1975) — советский деятель сельского хозяйства, агроном. Главный агроном Советского районного управления сельского хозяйства Марийской АССР (1962—1975). Заслуженный агроном РСФСР (1965). Участник Великой Отечественной войны. Член ВКП(б) с 1951 года.

## Инфраструктура
В поселке находится много магазинов, 5 детских садов, 2 школы, музыкальная школа, дом культуры, музей и т. д.